# شهرستان سمیدوویچسکی
شهرستان سمیدوویچسکی (به لاتین: Smidovichsky District) یک شهرستان در روسیه است که در استان خودگردان یهودی واقع شده‌است.